# Ted Toleman
Norman Edward Toleman, né le 14 mars 1938 et mort le 10 avril 2024, surnommé Ted, est un entrepreneur sportif britannique, fondateur et propriétaire de l'équipe de Formule 1 Toleman.

## Biographie
Dans les années 1960, les frères Toleman investissent dans la création d'une société de transport de voitures. Afin d'augmenter leur visibilité, ils sponsorisent, sur le conseil d'Alex Hawkridge, le directeur général de l'entreprise, des jeunes pilotes locaux dans les années 1970. À la mort de Bob, dans un accident en 1976, Ted renforce l'engagement de l'entreprise dans le sport automobile.
Toleman, qui a débuté en compétition automobile en Formule Ford 2000, s'engage en Formule 2 en 1978. À Brands Hatch, dès sa première course, Rad Dougall sur March-BMW-Toleman termine troisième. En 1979, avec un budget en hausse, Toleman engage une seconde monoplace, pour Brian Henton qui termine vice-champion derrière Marc Surer. En 1980, la TG280 permet à Henton de remporter trois victoires et à Derek Warwick d'obtenir deux succès. Henton devient champion devant son coéquipier et Toleman annonce sa montée en Formule 1 en 1981.
Malgré des débuts difficiles, l'écurie atteint son apogée en 1984 avec l'arrivée d'Ayrton Senna. Son départ pour Lotus et la perte d'un accord de fourniture de pneus, conduit Ted Toleman a vendre son écurie à Benetton en 1986.
Ted Toleman est aussi connu pour son activité dans les courses de bateaux à moteur.
Toleman a permis à de nombreux pilotes d'accéder à la Formule 1, notamment Brian Henton, Derek Warwick, Bruno Giacomelli, Teo Fabi, Johnny Cecotto, Stefan Johansson, Pierluigi Martini et Piercarlo Ghinzani. De même, les ingénieurs Rory Byrne et Pat Symonds lui doivent leur carrière dans la discipline-reine.